# Antoni Planells Tur
Antoni Planells Tur (1943) és un ballador i músic eivissenc de Sant Miquel de Balansat (municipi de Sant Joan de Labritja), més conegut com a Planes.
El 1935-1936 fou director del diari La Defensa, que reclamava un estatut especial per a les Illes Pitiüses, i fins al 1954 formà part del Grup de Ball Pagès, quan es va unir a l'Agrupació de Cors i Danses de la Secció Femenina. El 1998 va rebre el Premi Ramon Lull per la seva tasca d'investigació i difusió del folklore d'Eivissa.
Va impulsar la creació de la cooperativa Es Nostro Camp, boicotejada pels poders econòmics, considerada comunista.